# Дмитриевская (Краснодарский край)
Дми́триевская — станица в Кавказском районе Краснодарского края.
Административный центр Дмитриевского сельского поселения.

## Население
Население — 3 522 человек (2010).

## География
Расположена станица в 30 км северо-восточнее города Кропоткин на берегу степной речки Калалы (приток Егорлыка) у границы со Ставропольским краем.

## История
Село Дмитриевское основано в 1801 году (по другим данным в 1798 году) крестьянами-переселенцами из Бирючского уезда Воронежской губернии. По указу от 2 декабря 1832 года село было в 1833 году преобразовано в станицу и причислено к Кавказскому линейному казачьему войску.